# La Chapelle-Gauthier, Eure
 La Chapelle-Gauthier là một xã thuộc tỉnh Eure trong vùng Normandie miền bắc nước Pháp.